# 日本ワールドゲームズ協会
特定非営利活動法人日本ワールドゲームズ協会（にほんワールドゲームズきょうかい、JWGA）は、国際ワールドゲームズ協会(IWGA)に加盟する日本におけるワールドゲームズの統括団体。2001年に特定非営利活動法人となった。本部は東京都港区にある。

## 沿革
- 1985年 日本ワールドゲームズ委員会設立。
- 1991年 日本ワールドゲームズ協会改組。
- 1996年10月、モナコ・モンテカルロで開かれたIWGA総会で秋田県知事の佐々木喜久治が契約書に調印し、第6回大会であるワールドゲームズ2001の開催に日本から立候補していた秋田県が、正式に承認。
- 2001年6月 特定非営利活動法人化。
- 2001年8月16日 秋田県で日本初のワールドゲームズ開催（ワールドゲームズ2001）。
- 2015年までに 2020年東京オリンピックの追加種目推薦をめぐって正会員全日本空手道連盟会長の笹川堯と非会員全日本フルコンタクト空手道連盟(JFKO)の意見が対立する[1][2]。のちにワールドゲームズと関係のないJFKOがJWGAの支援会員となる。JWGAの事務所は正会員笹川スポーツ財団と同居しており、貸主が笹川堯の弟笹川陽平が会長を務める日本財団である。
- 2024年12月、日本スポーツチア&ダンス連盟が協会に加入[3]。

## 歴代会長
- 小野清子
秋田県立秋田北高等学校出身。
2児のママさんオリンピアン、1964年東京オリンピックの体操の体操競技で銅メダル獲得。
参議院議員、全日本女子レスリング連盟会長[4]、笹川スポーツ財団理事長、日本スポーツ振興センター理事長らを歴任。
- 赤木恭平
2018年会長就任。

## 加盟団体

### 正会員
- 合気会
- 全日本空手道連盟
- 全日本ボウリング協会
- 日本キャスティング協会
- 日本サーフィン連盟
- 日本水上スキー・ウエイクボード連盟
- 日本スカッシュ協会
- 日本ペタンク・ブール連盟
- 日本ソフトボール協会
- 日本綱引連盟
- 日本水中スポーツ連盟
- 日本パワーリフティング協会
- 日本フライングディスク協会
- 日本ボディビル・フィットネス連盟
- 日本ライフセービング協会
- 日本スポーツアクロ体操協会
- 日本ダンススポーツ連盟
- 日本ハンドボール協会
- 日本ビリヤード協会
- 日本オリエンテーリング協会
- 全日本アーチェリー連盟
- 全日本柔術連盟
- 日本相撲連盟
- 日本フロアボール連盟
- ワールドスケートジャパン
- 笹川スポーツ財団

### 準会員
- JAWA日本アームレスリング連盟
- 日本エアロビック連盟
- 日本オーケーゴルフ協会
- 日本健康麻将協会
- 全日本空道連盟
- 日本ゲートボール連合
- 国際スポーツチャンバラ協会
- 日本ソフトテニス連盟
- 日本ダーツ協会
- 日本ドラゴンボート協会
- 日本武術太極拳連盟
- 日本マウンテンバイク協会
- 日本モーターサイクルスポーツ協会

### 支援会員
- 東京スカイダイビングクラブ
- 全日本フルコンタクト空手道連盟
- 日本ペタンク連盟
- 日本落下傘スポーツ連盟
- 日本レクリエーション協会
- 日本スポーツカイロプラクティック連盟

### 過去会員
- 日本トランポリン協会 （トランポリンはのちに夏季オリンピック体操の正式種目となる）
- 日本グラススキー協会
- 日本サンボ連盟
- 日本コーフボール協会
- 日本セパタクロー協会
- 日本ラケットボール協会
- 日本ファウストボール協会

（2019年4月現在）